# Georges Berger (pilote automobile)
Pour les articles homonymes, voir Georges Berger et Berger (homonymie).
Pas d'image ? Cliquez ici
Georges Berger est un pilote automobile belge, né le 14 septembre 1918 à Bruxelles et mort le 23 août 1967 au Nürburgring.
Il a participé à deux Grands Prix de championnat du monde, débutant le 21 juin 1953 au Grand Prix de Belgique, sans résultat. Il a également couru dans quatre Grands Prix hors championnat.

## Biographie
Il a commencé la compétition en 1947 au Grand Prix des Frontières sur Alvis. En 1948 il débute la Formule 2 sur une Jicey à moteur BMW avec laquelle il finit troisième du Grand Prix des Frontières à Chimay en 1950. En 1953, il pilote une Simca-Gordini et finit cinquième du Grand Prix des Frontières. Il participe avec la même voiture au Grand Prix de Belgique et abandonne après trois tours. L'année suivante, il roule avec une Gordini T16, avec pour meilleur résultat une quatrième place au Grand Prix de Rouen-Les Essarts.
Il quitte alors le monde de la monoplace et se tourne vers les courses d'endurance et de GT. Il prend part à deux reprises aux 24 heures du Mans. Il partage la victoire au Tour de France automobile de 1960 et 1961 avec Willy Mairesse et 1964 avec Lucien Bianchi au volant d'une Ferrari.
Il se tue au volant d'une Porsche 911 pendant le  Marathon de la Route 1967, au Nürburgring.

## Résultats en Championnat du Monde de Formule 1
| Saison | Écurie         | Châssis         | Moteur             | Pneus     | GP disputés            | Points inscrits | Classement |
| ------ | -------------- | --------------- | ------------------ | --------- | ---------------------- | --------------- | ---------- |
| 1953   | Georges Berger | Gordini type 15 | Gordini 4 en ligne | Englebert | Grand Prix de Belgique | 0               | n.c.       |
| 1954   | Georges Berger | Gordini type 16 | Gordini 6 en ligne | Englebert | Grand Prix de France   | 0               | n.c.       |

## Résultats aux 24 heures du Mans
| Année | Écurie                 | Châssis            | Moteur            | Classement |
| ----- | ---------------------- | ------------------ | ----------------- | ---------- |
| 1961  | Écurie Francorchamps   | Ferrari 250 GT SWB | Ferrari 3.0 L V12 | Abandon    |
| 1962  | Écurie nationale belge | Ferrari 250 GT SWB | Ferrari 3.0 L V12 | Abandon    |